# Джейн Фонтц
Джейн Фонтц (англ. Jane Fauntz, 19 грудня 1910 — 30 травня 1989) — американська стрибунка у воду.
Призерка Олімпійських Ігор 1932 року, учасниця 1928 року.